# 28-я сессия Комитета всемирного наследия ЮНЕСКО

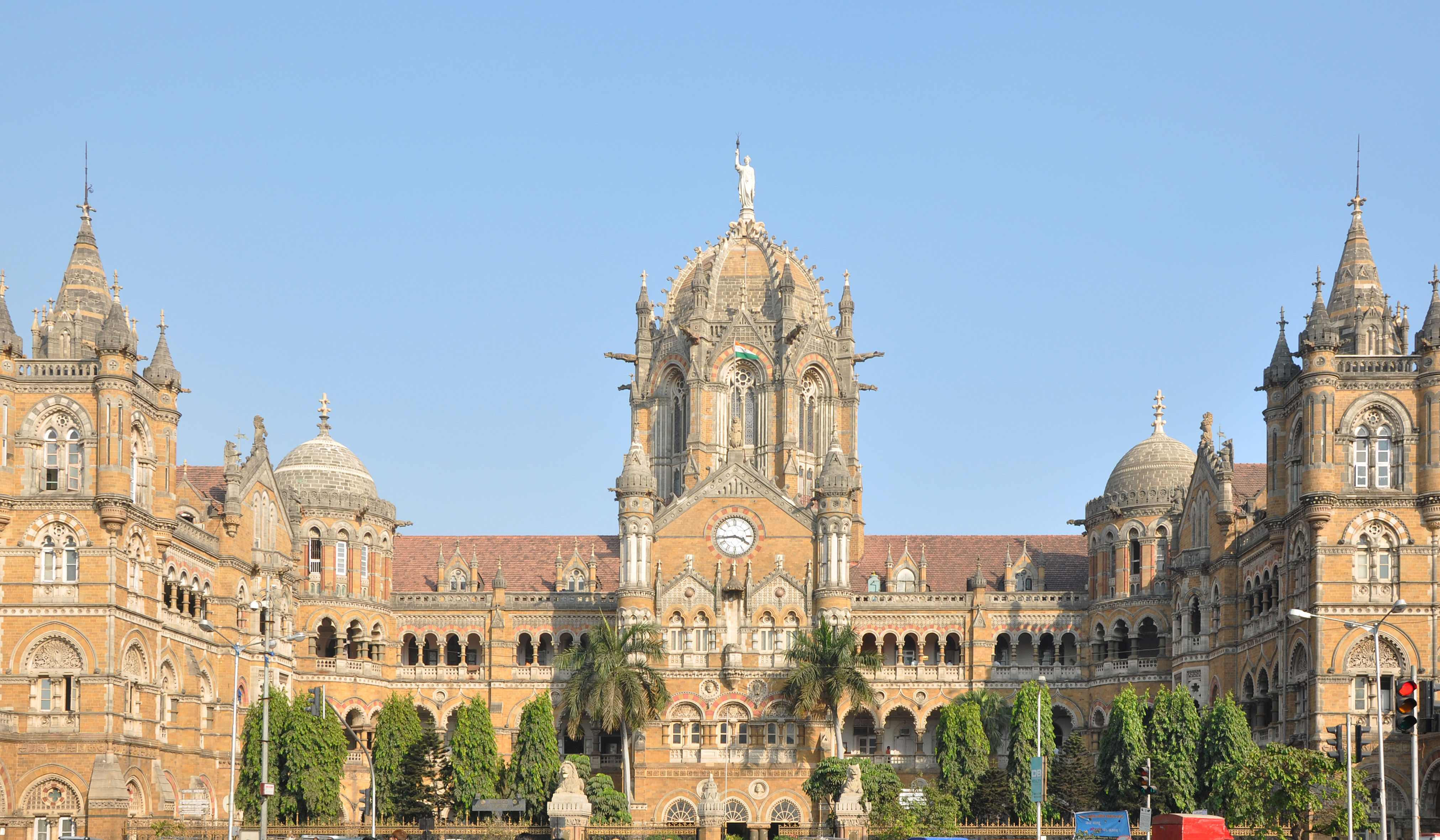
Вокзал Чхатрапати Шиваджи

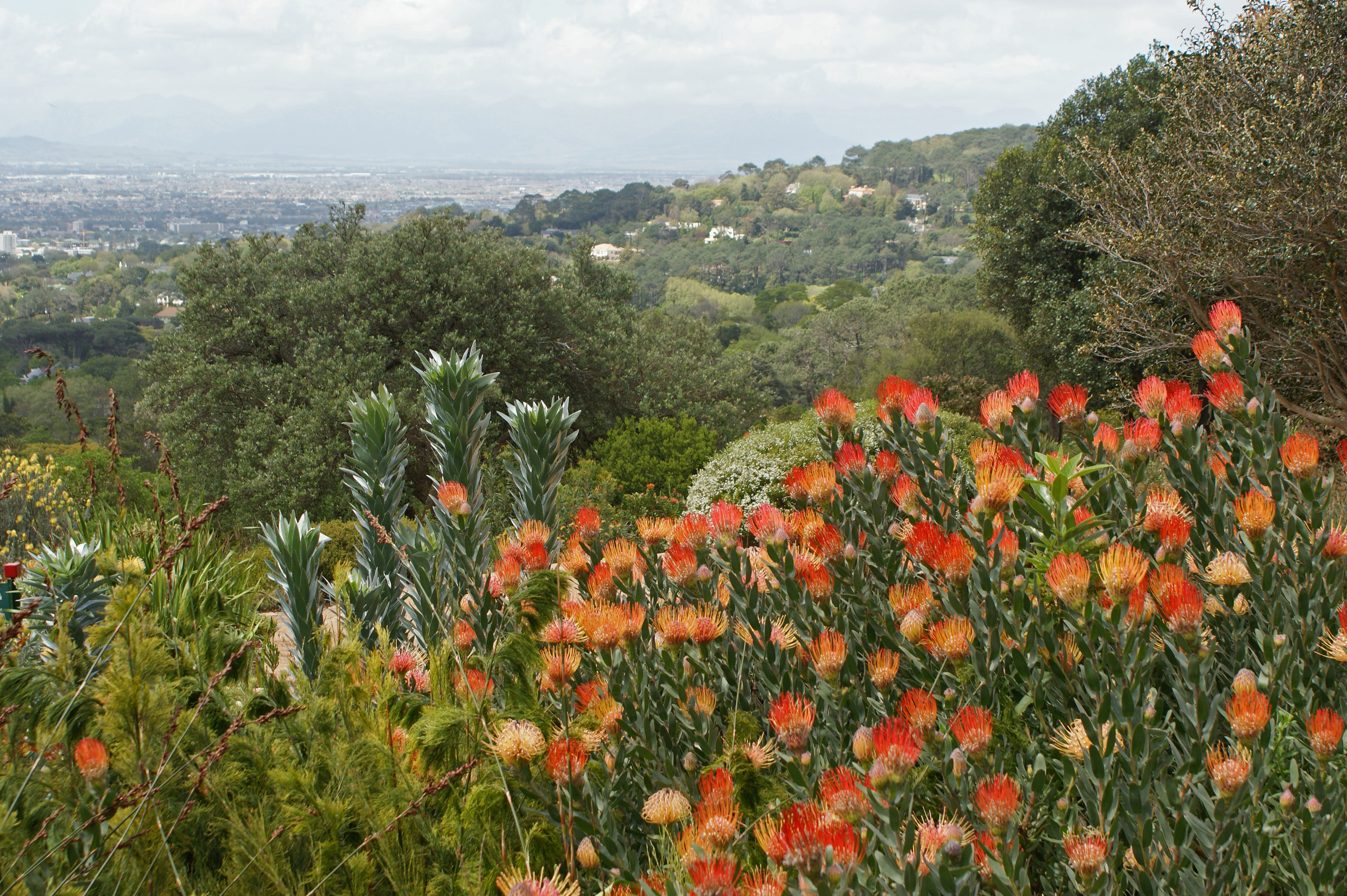
Охраняемые территории Капской области

28-я сессия Комитета всемирного наследия ЮНЕСКО проходила с 28 июня по 7 июля 2004 года, в Сучжоу, Китай. Было подано 34 объектов в список всемирного наследия ЮНЕСКО. 27 объектов культурного наследия и 3 природного наследия. Таким образом, общее число регистраций достигло 788 (611 культурного наследия, 154 смешанных и 23 природных описания наследия).

## Объекты, внесённые в список всемирного наследия

### Культурное наследие
Андорра: Долина Мадриу-Перафита-Кларор (расширен в 2007 году)
Австралия: Королевский выставочный центр и Сады Карлтон
Германия: Бременская ратуша и Бременский Роланд в Бремене
Германия / Польша: Парк Мускау
Исландия: Тингветлир
Индия: Археологический парк Чампанер-Павагадх
Индия: Вокзал Чхатрапати Шиваджи (бывшая Станция Виктория)
Иран: Бам (расширен в 2007)
Италия: Этрусские кладбище Черветере и Тарквиния
Италия: Валь д'Орча
Япония: Священные места и пути паломников в горах Кии
Иордания: Археологические находки в Ум-эр-Расас (Кастрон-Мефъа)
Казахстан: Петроглифы археологического ландшафта Тамгалы
Литва: Археологические памятники культурного резервата Кернаве
Мали: Могила Аскиа
Марокко: Португальская крепость Мазарган, город Эль-Джадида
Мексика: Жилой дом и студия Луиса Баррагана (пригороды Мехико)
Монголия: Культурный ландшафт долины реки Орхон
Северная Корея: Комплекс гробниц Когурё
Норвегия: Вегаэйн - архипелаг Вега
Португалия: Пейзаж винной культуры на острове Пику
Россия: Новодевичий монастырь
Сербия: Православные монастыри в Косове (расширен в 2006 году)
Того: Коутаммакоу – земля народности батаммариба
Великобритания: Ливерпуль - город мореходов и торговцев
Китай: Столичные города и гробницы древнего царства Когуре
Швеция: Радиостанция Гриметон

### Природное наследие
Дания: Ледниковый фьорд Илулиссат (Гренландия)
Индонезия: Девственные влажно-тропические леса Суматры
Россия: Остров Врангеля
Сент-Люсия: Охраняемый природный район Питон
ЮАР: Охраняемые территории Капской области

### Убраны из Красного списка
Ни один объект не был убран.

### Добавлены в Красный список
Ни один объект не был добавлен.